# Kurt Brugger
Kurt Brugger (Brunico, 17 maart 1969) is een voormalig Italiaans rodelaar. Brugger vormde een koppel samen met Wilfried Huber.
Brugger nam viermaal deel aan de Olympische Winterspelen, behaalde tijdens zijn derde deelname in 1994 in het Noorse Lillehammer zijn beste prestatie door aan de zijde van Huber de gouden medaille te winnen. Op de wereldkampioenschappen wonnen Brugger en Huber één zilveren en twee bronzen medailles.
Brugger heeft als hobby bergbeklimmen en de hoogste berg die hij beklommen heeft is de 8126 meter hoge Nanga Parbat in Pakistan.

## Resultaten

### Wereldkampioenschappen
| Jaar | Plaats      | Resultaat |
| ---- | ----------- | --------- |
| 1990 | Calgary     | dubbel    |
| 1993 | Calgary     | dubbel    |
| 1995 | Lillehammer | dubbel    |

### Olympische Winterspelen rodelen
| Jaar | Plaats      | Resultaat                 |
| ---- | ----------- | ------------------------- |
| 1988 | Calgary     | 15e individueel 7e dubbel |
| 1992 | Albertville | 5e dubbel                 |
| 1994 | Lillehammer | dubbel                    |
| 1998 | Nagano      | 5e dubbel                 |

1964: Josef Feistmantl / Manfred Stengl ·
1968: Klaus-Michael Bonsack / Thomas Köhler ·
1972: Paul Hildgartner / Walter Plaikner & Horst Hörnlein / Reinhard Bredow ·
1976: Hans Rinn / Norbert Hahn ·
1980: Hans Rinn / Norbert Hahn ·
1984: Hans Stanggassinger / Franz Wembacher ·
1988: Jörg Hoffmann / Jochen Pietzsch ·
1992: Stefan Krauße / Jan Behrendt ·
1994: Kurt Brugger / Wilfried Huber ·
1998: Stefan Krauße / Jan Behrendt ·
2002: Patric Leitner / Alexander Resch ·
2006: Andreas Linger / Wolfgang Linger ·
2010: Andreas Linger / Wolfgang Linger ·
2014: Tobias Wendl / Tobias Arlt ·
2018: Tobias Wendl / Tobias Arlt ·
2022: Tobias Wendl / Tobias Arlt